# Lâu đài Bąkowiec

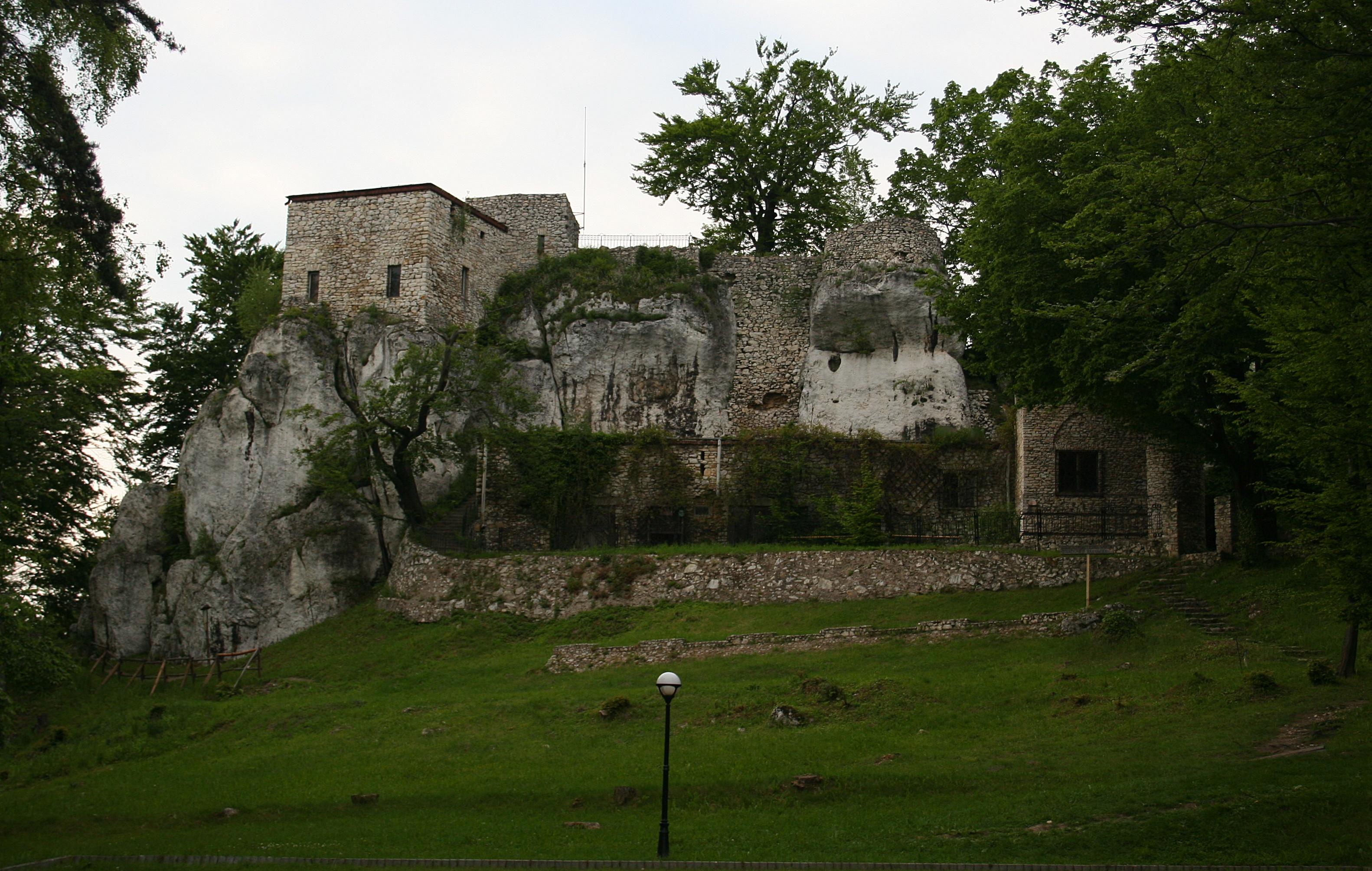
Lâu đài Bąkowiec (2010)

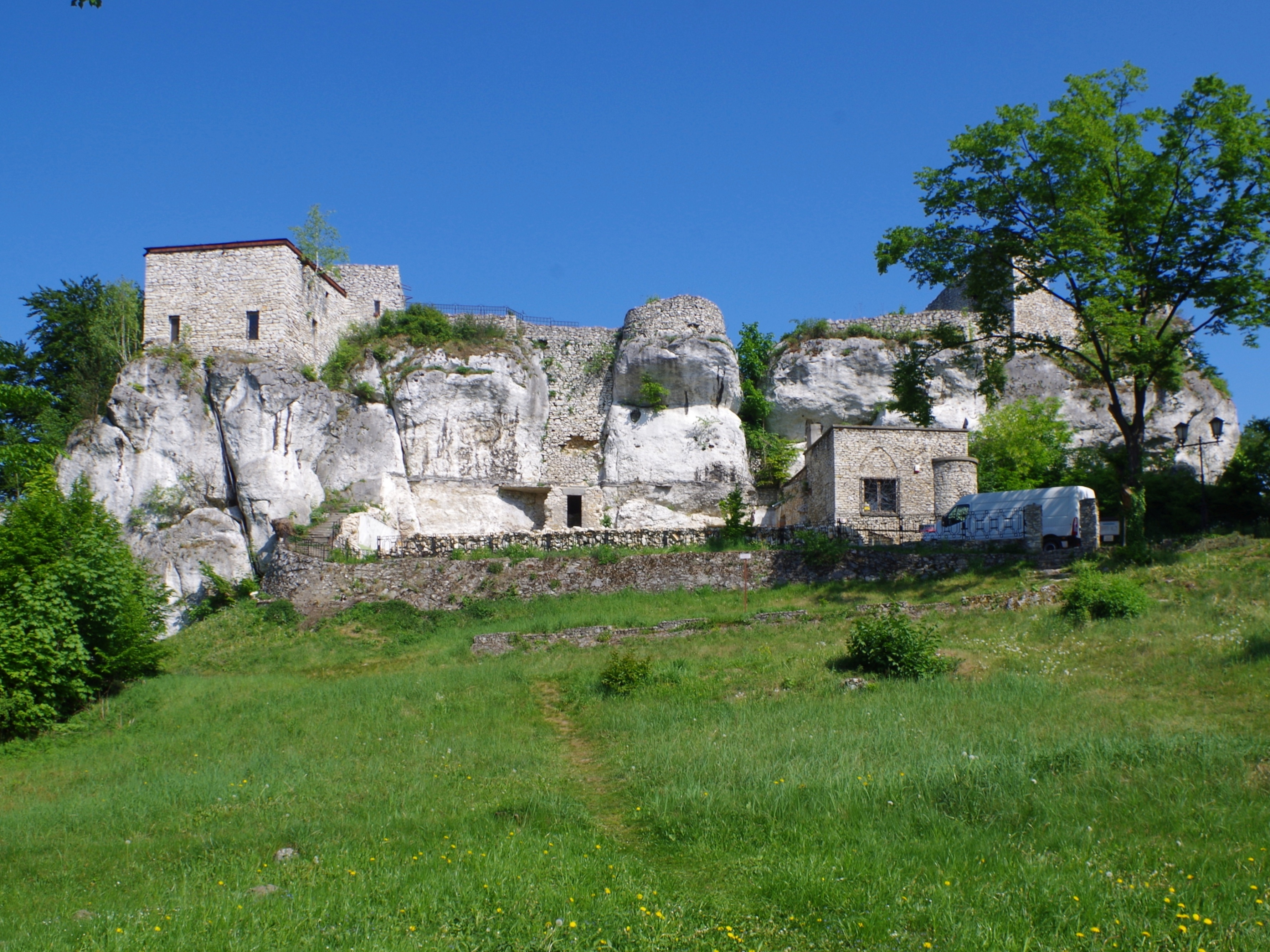
Lâu đài Bąkowiec (2018)

Lâu đài Bąkowiec (tiếng Ba Lan: Zamek Bąkowiec) là một lâu đài lịch sử thời Trung cổ (hiện nay là một tàn tích) ở thị trấn Zawiercie, huyện Zawierciański, tỉnh Śląskie, Ba Lan. Công trình kiến trúc này có tên trong danh sách di tích vào năm 1967. Đây là một trong những địa danh thu hút du khách ở địa phương.

## Lịch sử
| Mốc lịch sử           | Mô tả |
| --------------------- | --- |
| Năm 1390              | Lâu đài Bąkowiec được đề cập lần đầu tiên là thuộc sở hữu của Mikołaj Strzale.                                                                                   |
| Thế kỷ 15 - thế kỷ 16 | Lâu đài trở thành tài sản của các gia đình quý tộc như Brzeski, Giebułtowski và một số gia tộc khác.                                                             |
| Thế kỷ 17             | Lâu đài rơi vào tình trạng đổ nát. |
| Thế kỷ 17 - thế kỷ 19 | Ngôi làng và những tàn tích của lâu đài thuộc sở hữu của gia đình Heppen                                                                                         |
| Năm 1927              | Kiến trúc sư Witold Danielewicz Czeczott mua lại công trình kiến trúc này. Sau đó, ông dựng lên một ngôi nhà ở đây bằng cách tận dụng các bức tường của lâu đài. |
| Sau năm 1945          | Một khu nghỉ mát, một quán cà phê với mái hiên và một khu trượt tuyết được xây trên lô đất.                                                                      |
| Năm 1961              | Di tích được trùng tu. |
| Năm 1967              | Công trình kiến trúc này có tên trong danh sách di tích. |
| Năm 1999              | Một công ty đã mua lại khu bất động sản cùng với những tàn tích còn sót lại của lâu đài.                                                                         |